# Bangladesh Standard Time
Bangladesh Standard Time (BST) (bengali: বাংলাদেশ মান সময়) é o fuso horário de Bangladesh. É compensado seis horas antes do Tempo Universal Coordenado e observado como padrão nacional em todo o país. 
O sinal de tempo oficial é dado pelo Bangladesh Standard Time é calculado com base na longitude 90,00° E, que passa sobre a União Harukandi de Harirampur Upazila do Distrito Manikganj na Divisão de Dhaka, Bangladesh. No banco de dados de fuso horário da IANA, ele é representado por Asia/Dhaka.